# 小阿贝尔日芒
小阿贝尔日芒（法語：Abergement-le-Petit）是法国汝拉省的一个市镇，位于该省中北部，属于隆斯勒索涅区。该市镇总面积1.52平方公里，2009年时的人口为40人。

## 人口
小阿贝尔日芒人口变化图示